# Burčák
Burčák je částečně zkvašený mošt z plodů révy vinné, který obsahuje vyvážený a chuťově harmonický poměr alkoholu, cukru a kyselin. Jde o meziprodukt při výrobě vína, který bývá k dispozici několik dní po začátku kvašení moštu. Obsah alkoholu bývá zhruba 1–7 %.

## Etymologie
Slovo burčák je odvozeno od slovesa burkať, což v moravském nářečí znamená bouřit, podle bouřlivých procesů při kvašení.

## Kvašení a složení

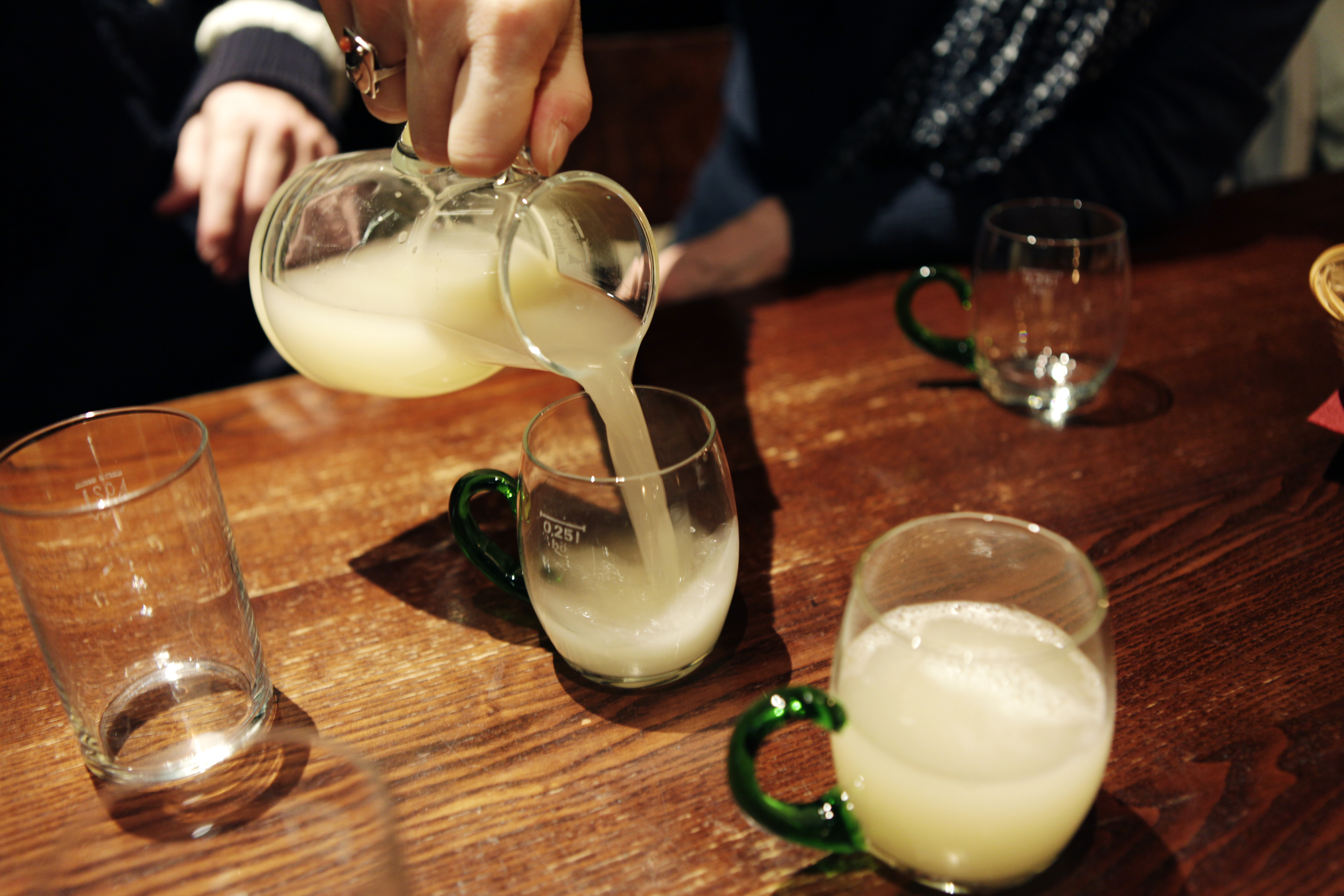
Bílý burčák

Na trhu se objevuje většinou burčák vyrobený z bílých hroznů. Kvalitní burčák má světle žlutou barvu a je více nebo méně zkalen kvasným kalem, neobsahuje však žádné mechanické nečistoty ani velké shluky kvasinek. Na dně a na stěnách nádoby se může usazovat jemná usazenina. Existuje také červený burčák z modrých hroznů, ten se ale na trhu objevuje jen zřídka.
V každém stádiu kvašení má burčák své nadšené obdivovatele. Na ten správný okamžik, kdy je v optimu obsah cukru, alkoholu a aktivní účast kvašení (kdy burčák tzv. „vaří“), vydrží však vinaři čekat i dlouho do noci. Právě pro aktivitu kvašení je velice často vyhledáván také lidmi se zažívacími potížemi. Obsahuje významné množství vitamínů a dalších složek, které ten pravý burčák utváří, tj. přírodní cukr, značná ovocnost jak v chuti tak vůni, přiměřená kyselinka a kvasinky rodu Saccharomyces.
Dle stadia prokvašení rozlišujeme:
- sladký – převažuje cukr nad alkoholem,
- ve varu – cukr a alkohol v rovnováze,
- po zlomení (řezák) – převažuje alkohol, objevují se kyseliny ,
- mydliňák – cukr zaniká, více kyselin
- mladé víno – téměř čisté víno.

## Právní definice

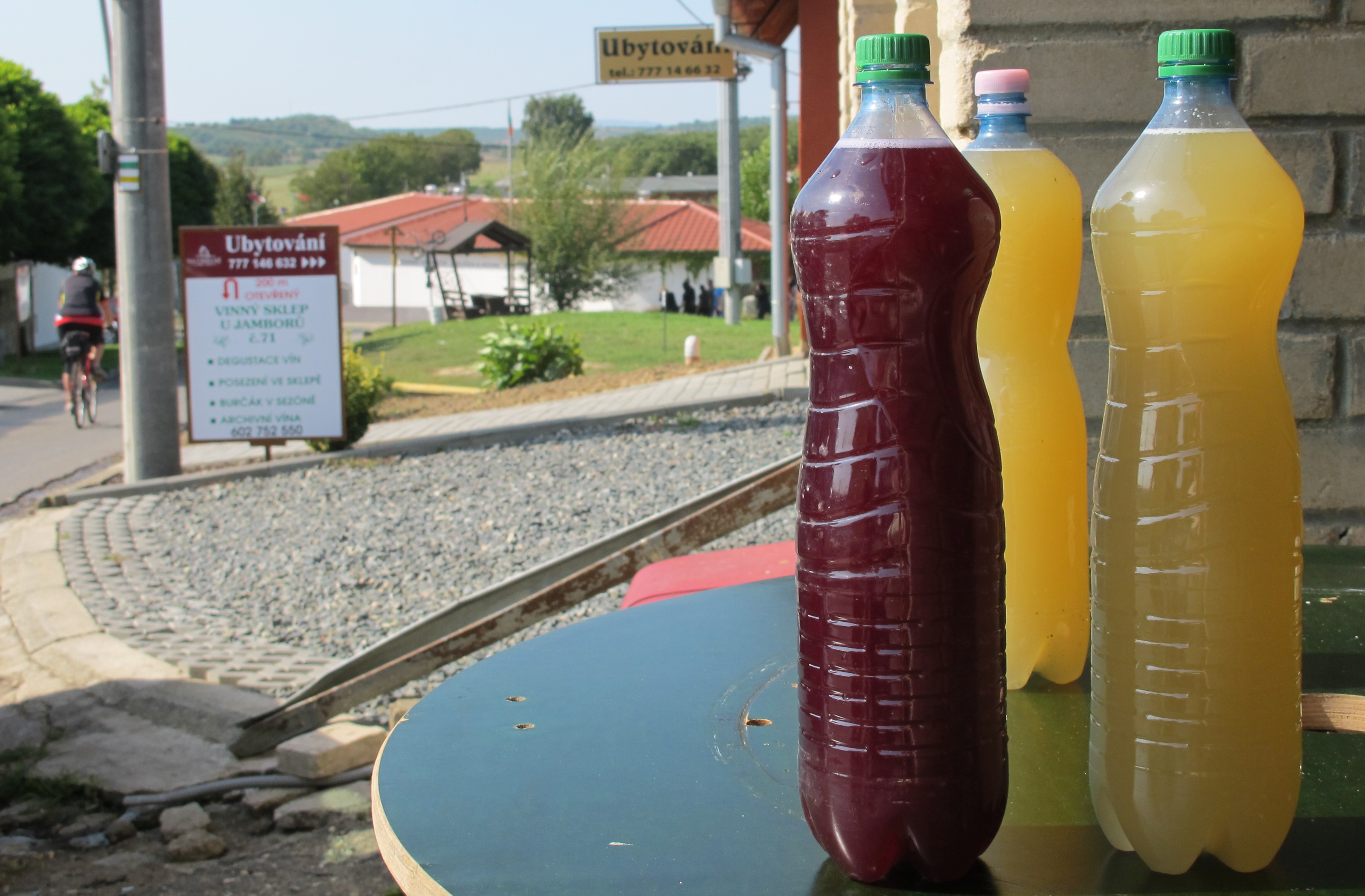
Červený a bílý burčák v jihomoravských Bořeticích (podzim 2011)

Český vinařský zákon stanovuje, že se pod názvem burčák smí prodávat výhradně produkt vyrobený z letošních tuzemských hroznů révy vinné a že k jeho prodeji smí docházet pouze v období od 1. srpna do 30. listopadu příslušného kalendářního roku.
Ustanovení omezující původ hroznů na Českou republiku bylo napadeno ze strany Evropské unie, podle které je v rozporu s pravidly volného obchodu.
Název burčák je tradičním výrazem (dle nařízení EU č. 1308/2013), který je používán v členském státě pro označení výroby nebo způsobu zrání nebo jakosti, barvy, místa nebo zvláštních událostí spojených s historií výrobku, a jako takový je chráněn proti jakémukoli zneužití, jinému nepravdivému nebo zavádějícímu údaji o povaze, jakosti nebo základních vlastnostech výrobku.

## Rozšířenost

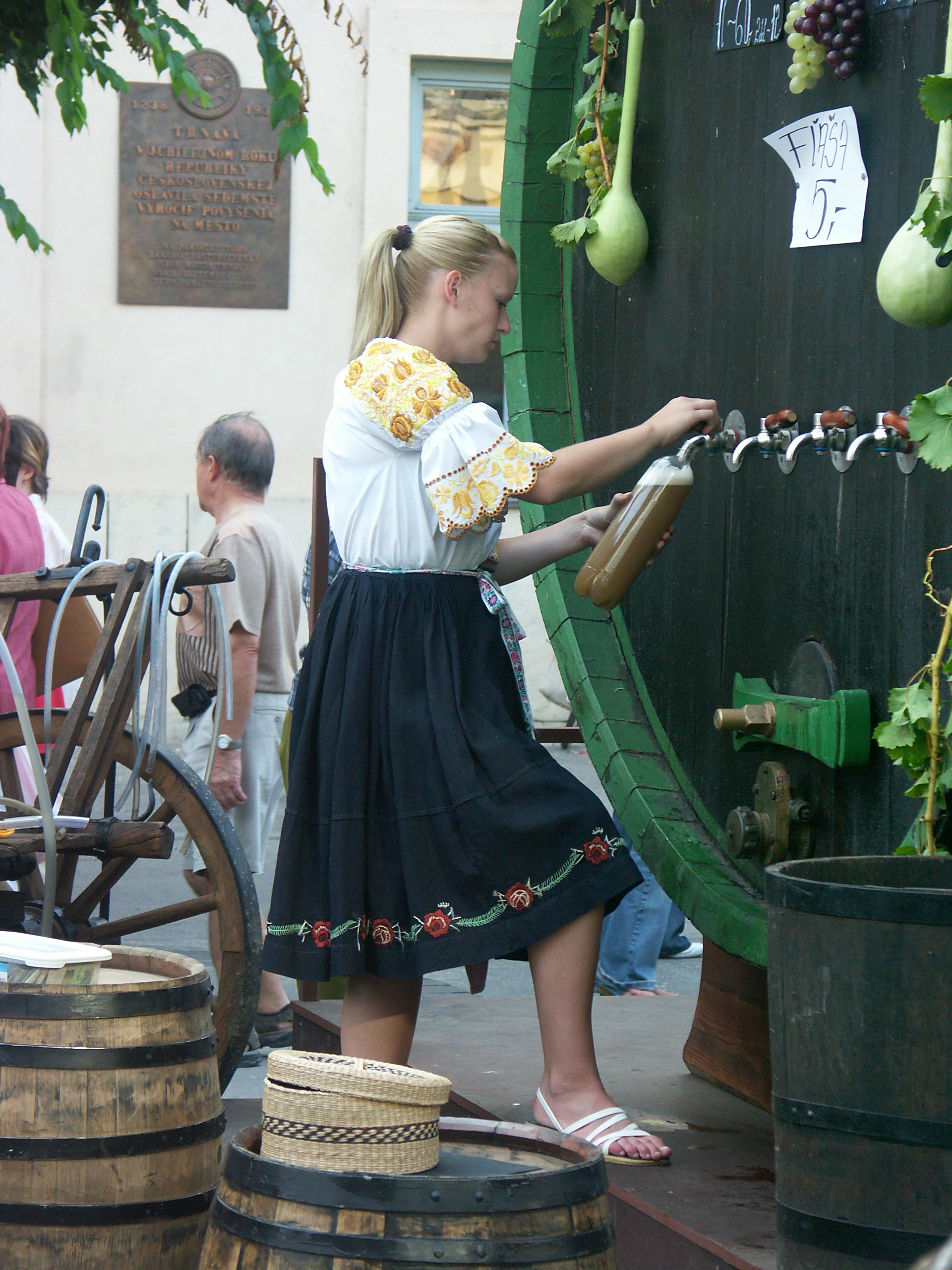
Nalévání burčáku na Slovensku

V České republice se pije hlavně na Moravě. V sousedním Rakousku, Německu a na Slovensku je tento nápoj také značně oblíbený. V jiných zemích jeho konzumace není příliš rozšířena a ve většině jazyků ani neexistuje příslušné slovo.
- V angličtině se označuje opisem jako partially fermented wine nebo jako new half-fermented wine, případně jako new wine (což ve skutečnosti znamená mladé víno) a nebo must.
  - Anglické slovo must pochází z latinského vinum mustum, což znamená v překladu mladé víno.
- V Rakousku je nazýván burčák Sturm (bouře = Sturm – obdobně jako v češtině), řezák[zdroj⁠?!] pak Staubiger.
- Na jihozápadě Německa se burčák nazývá Junger Wein (mladé víno) a v oblasti Pfalz je tento mok známý pod názvem Neuer Wein (nové víno). V Bavorsku a některých dalších částech Německa se používá výraz Federweisser (nebo Federweißer).
- Ve francouzštině se burčák nazývá vin bourru.